# Rosivall László
Rosivall László (Budapest, 1949. április 15.) orvos, Széchenyi- és KIA-díjas egyetemi tanár, intézetvezető, 2019-től emeritus professor.
A Magyar Tudományos Akadémia doktora. A Semmelweis Egyetem Általános Orvostudományi Kar Kórélettani Intézetének igazgatója, a Semmelweis Egyetem Elméleti Orvostudományok Doktori Iskola vezetője, az Európai Tudományos és Művészeti Akadémia tagja, a Marosvásárhelyi Orvosi és Gyógyszerészeti Egyetem díszdoktora. A Magyar Vese-Alapítvány alapító elnöke, "ERA-EDTA Distinguished Fellow" (FERA, 2018), "Distinguished Fellow of American Physiological Society" (FAPS, 2019), Magyar Nephrologiai Társaság elnöke (2020-).

## Pályafutása
1973-ban szerzett orvosi diplomát (summa cum laude) a Semmelweis Orvostudományi Egyetemen, majd kandidátus (1980), illetve a tudományok doktora (1987). A Semmelweis Egyetem rektora (1994/95), A Kórélettani Intézet igazgatója (2010-2014), a Semmelweis Egyetem Elméleti Orvostudományok Doktori Iskolájának vezetője (2005-2019), a Nemzetközi Nephrologiai Kutató és Képző Központ vezetője (1994-), az Európai Tudományos és Művészeti Akadémia rendes tagja (2006), a Marosvásárhelyi Orvosi és Gyógyszerészeti Egyetem díszdoktora (2010), a Teheráni Orvostudományi Egyetem professzora (2015-), a Lengyel Nephrologiai Társaság tiszteletbeli tagja (2013-), a Physiology International főszerkesztője (2015-). A bergeni, az alabamai, a Dél-kaliforniai, a Harvard, a montpellier-i, a heidelbergi, a Tulane Egyetemek korábbi vendégkutatója, -professzora. A Magyar Vese Alapítvány (1987) és a Nemzetközi Nephrologiai Iskola alapítója és elnöke (1994). Nephrologiai PhD programjában eddig 73 PhD végzett, ebből 29-nek ő volt a témavezetője. Ezenkívül irányításával 2 kandidátusi disszertáció is született.

## Érdeklődési terület
A veseműködés és a vérnyomás szabályozás élet-és kórélettana a molekuláris szinttől a betegekig. Többek között új modellt dolgozott ki az intrarenális mikrocirkuláció felépítésére. Nevéhez fűződik a glomerularis filtrációt szabályozó "short-loop" mechanizmus leírása. A gyomorfal mikrocirkulációjának vizsgálatára először alkalmazta a mikropunkciót, és mérte meg a kettős kapilláris rendszerben a filtrációs és a reszorbciós erőket. Elsőként ismerte fel és írta le az endotheliális nanocsatornákat a renalis afferens arteriola distalis szakaszán kísérleti emlősállatokban, illetve emberben és igazolta, hogy ezek száma függ a szervezet aktuális állapotától (például kor, a stressz, az angiotenzin). Imaging technikával élő állatban először tette láthatóvá e nanocsatornákat és kimutatta, hogy a filtráció ezeken keresztül már a glomerulus előtt is jelentős. Kutatási eredményeivel újraértelmezte a juxtaglomerularis apparátus morfológiáját és funkcionális jelentőségét.

## Tudományos publikációk
| MTMT közlemény és idéző összefoglaló táblázat                  |        |             |               |               |
| Rosivall László adatai (2022.11.23.)                           |        |             |               |               |
| Közlemény típusok                                              | Száma  | Száma       | Hivatkozások1 | Hivatkozások1 |
| Tudományos közlemények                                         | Összes | Részletezve | Független     | Összes        |
| I. Tudományos folyóiratcikk                                    | 204    | ---         | ---           | ---           |
| külföldi kiadású szakfolyóiratban                              | ---    | 152         | 4220          | 5311          |
| hazai kiadású szakfolyóiratban idegen nyelven                  | ---    | 12          | 121           | 142           |
| hazai kiadású szakfolyóiratban magyar nyelven                  | ---    | 40          | 13            | 17            |
| II. Könyvek                                                    | 4      | ---         | ---           | ---           |
| a) Könyv, szerzőként                                           | 1      | ---         | ---           | ---           |
| idegen nyelvű                                                  | ---    | 0           | 0             | 0             |
| magyar nyelvű                                                  | ---    | 1           | 0             | 0             |
| b) Könyv, szerkesztőként 2                                     | 3      | ---         | ---           | ---           |
| idegen nyelvű                                                  | ---    | 1           | ---           | ---           |
| magyar nyelvű                                                  | ---    | 2           | ---           | ---           |
| III. Könyvrészlet                                              | 92     | ---         | ---           | ---           |
| idegen nyelvű                                                  | ---    | 20          | 5             | 32            |
| magyar nyelvű                                                  | ---    | 72          | 0             | 3             |
| IV. Konferenciaközlemény folyóiratban vagy konferenciakötetben | 8      | ---         | ---           | ---           |
| idegen nyelvű                                                  | ---    | 7           | 51            | 90            |
| magyar nyelvű                                                  | ---    | 1           | 0             | 0             |
| Közlemények összesen (I.-IV.)                                  | 308    | ---         | 4410          | 5595          |
| Absztrakt3                                                     | 320    | ---         | 1375          | 1514          |
| Kutatási adat                                                  | 0      |             | 0             | 0             |
| További tudományos művek4                                      | 128    | ---         | 17            | 22            |
| Összes tudományos közlemény                                    | 756    | ---         | 5802          | 7131          |
|                                                                |        |             |               |               |
| Hirsch index5                                                  | 40     | ---         | ---           | ---           |
|                                                                |        |             |               |               |
| Oktatási művek                                                 | 26     | ---         | ---           | ---           |
| Felsőoktatási művek                                            | 26     | ---         | ---           | ---           |
| Felsőoktatási tankönyv idegen nyelvű                           | ---    | 1           | 0             | 0             |
| Felsőoktatási tankönyv magyar nyelvű                           | ---    | 0           | 0             | 0             |
| Felsőoktatási tankönyv része idegen nyelven                    | ---    | 1           | 0             | 0             |
| Felsőoktatási tankönyv része magyar nyelven                    | ---    | 24          | 0             | 1             |
| Oktatási anyag                                                 | 0      | ---         | 0             | 0             |
|                                                                |        |             |               |               |
| Oltalmi formák                                                 | 2      | ---         | 0             | 0             |
|                                                                |        |             |               |               |
| Alkotás                                                        | 0      | ---         | 0             | 0             |
|                                                                |        |             |               |               |
| Ismeretterjesztő művek                                         | 18     | ---         | ---           | ---           |
| Folyóiratcikk                                                  |        | 11          | 3             | 3             |
| Könyvek                                                        | ---    | 1           | 0             | 0             |
| További ismeretterjesztő művek                                 | ---    | 6           | 0             | 0             |
|                                                                |        |             |               |               |
| Közérdekű vagy nem besorolt művek6                             | 6      | ---         | 0             | 0             |
| További közlemények7                                           | 0      |             | 0             | 0             |
|                                                                |        |             |               |               |
| Egyéb szerzőség8                                               | 3      | ---         | 215           | 260           |
| Idézők szerkesztett művekre                                    | ---    | ---         | 1             | 2             |
| Idézők disszertációban, egyéb típusban                         | ---    | ---         | 48            | 53            |
| Összes közlemény és összes idézőik                             | 811    | ---         | 6069          | 7450          |

## Tudományos társaságok
A Nemzetközi Kórélettani Társaság kincstárnoka, a Nemzetközi Nephrologiai Társaság vezetőségi tagja, számos hazai társaság vezetőségi tagja.
| 1974–     | Magyar Élettani Társaság, vezetőségi tag (1990–)                                                                  |
| 1978–1995 | Magyar Orvosképzési és Egészségügyi Oktatási Társaság                                                             |
| 1982–     | Magyar Nephrológiai Társaság, vezetőségi tag (1985–1999)                                                          |
| 1983–     | Nemzetközi Nephrológiai Társaság tagja, vezetőségi tag (2009–)                                                    |
| 1983–     | Amerikai Élettani Társaság                                                                                        |
| 1990–2005 | Az Európai Vese Kutató Fórum alapító vezetőségi tagja (EKRF)                                                      |
| 1991–     | Magyar Orvosok Nemzetközi Akadémiájának tagja, hazai elnöke (1998–2001)                                           |
| 1991–     | Nemzetközi Kórélettani Társaság, vezetőségi tag, Nephrológiai Bizottság vezetője (1993–), pénztárosa (2006–)      |
| 1992–     | Magyar Hipertóniai Társaság, alelnöke (1992–2005)                                                                 |
| 1993–2005 | Nemzetközi Nephrológiai Társaság, Közép és Kelet-Európai Nephrológiai Fejlesztési Bizottságának tagja             |
| 1997–     | Amerikai Nephrológiai Társaság tagja                                                                              |
| 2000–     | Afrikai Élettani Társaság alapító tagja                                                                           |
| 2000–2005 | Nemzetközi Nephrológiai Társaság Közép-Kelet Európai Nephrológiai Fejlesztő Bizottságának alelnöke                |
| 2000–     | Nemzetközi Nephrológiai Társaság Nephrológiai Világfejlesztő Program Oktatási Bizottságának tagja                 |
| 2001–     | Magyar Orvosok Nemzetközi Akadémiájának nemzetközi elnöke                                                         |
| 2001–     | IFKF alapító tagja, alapító vezetőségi tagja (2011–)                                                              |
| 2002–     | MANET Oktatási Bizottság tagja                                                                                    |
| 2003–     | MANET tiszteletbeli alelnöke                                                                                      |
| 2006–2009 | Magyar Hypertonia Társaság Budapesti titkár                                                                       |
| 2010–     | Magyar Hypertóniai Társaság Tudományos Bizottság elnöke                                                           |
| 2010–     | Nemzetközi Nephrológiai Társaság, Közép és Kelet-Európai Globális Fejlesztési Bizottságának tagja, elnöke (2011–) |
| 2010–     | MANET Külkapcsolatok Bizottság elnöke                                                                             |
| 2020–     | MANET elnöke |
| 2021–2023 | Nemzetközi Nephrológiai Társaság, Közép és Kelet-Európai Regionális Bizottság tagja                               |

## A Semmelweis Emlékbizottság elnökeként a Semmelweis Emlékév alkalmából az alábbi szobrokat állíttatta
1. Teherán, TUMS, 2015. december 1. (avatta: Orbán Viktor)
2. Észak-Komárom, város, 2018. június 9.
3. Berlin, Charité Egyetem,2018. június 25.
4. Prága, Károly Egyetem, 2018. június 28.
5. Budapest, Semmelweis Egyetem, 2018. június 30.
6. Regensburg, Egyetemi Kórház, 2018.július 6. (avatta: Kasler Miklós)
7. Győr, város, 2018. július 2.
8. Tokió, város, 2018. november 14.(avatta: Japán császárné)
9. Maribor, Alma Mater Europea, 2018.november 28.
10. Krakkó, Jagello Egyetem, 2018.december 20.
11. Torontó, Kórház, 2019. február 6.(avatta: Forbath Péter)
12. Marosvásárhely, Sapientia, 2019.
13. Los Angeles, Magyar Ház, 2019.
14. Bécs, Egyetem, 2019. február 20.(avatta: Áder János)
15. Genf, WHO, 2019. január 25. (avatta: WHO igazgatója)
16. Kína,Harbin, Egyetem, 2019. március 12.
17. New York, Egészségügyi Minisztérium, 2019.április 24.
18. Budapest, Avicenna College, 2019.
19. Budapest, Egyetemi Katolikus Gimnázium, 2019.
20. Canberra, Egyetem, 2019.
21. Memphis, Tennessee Egyetem, 2020.
22. Tirana, Tiranai Egyetem, 2022.
23. Szingapúr, Nemzeti Egyetem, 2022.

A készítő szobrászművészek
- Elek Imre
- Győrfi Sándor, Kossuth díjas
- Madarassy István, Kossuth díjas
- Paulikovics Iván
- Polgár Botond
- Párkányi Raab Péter
- Rieger Tibor, Kossuth díjas
- Varga Éva
- Győrfi Ádám

## Fontosabb díjai, elismerései
- Fazekas Mihály érem (1969),
- Népköztársasági ösztöndíj (1971-73),
- Jendrassik díj (1990)
- Miniszteri dicséret (1991),
- Kiváló diákköri vezető (1991),
- Széchenyi-ösztöndíj (1997-2000),
- Gömöri Pál emlékérem (2001),
- SOTE PhD Iskola emlékérem (2000),
- Vanderbilt Egyetem „Dean Medal” (2003),
- Nemzetközi Nephrologiai Társaság elnöki külön diploma (2003),
- Kiváló PhD oktató (2003),
- Török Eszter emlékérem (2004),
- Magyar Nephrologiai Társaság Korányi Sándor díja (2006),
- Debreceni Egyetem Nephrologiai Tanszék elismerő oklevele (2007),
- Ipolyi Arnold díj (2007),
- Marosvásárhelyi Orvosi és Gyógyszerészeti Egyetem dísztoktora (2010),
- Európai Tudományos és Művészeti Akadémiai tagság (2010)
- Széchenyi-díj (2012),
- Európai Nyelvi Díj (2012),
- Nemzetiségekért Díj (2012),
- Vese Alapítványok Nemzetközi Szövetségének elismerő oklevele (2012),
- Cigány Tudományos és Művészeti Társaság Aranyoklevele (2013),
- Elismerés a Világ Nephrologia Fejlesztéséért, Vanderbilt Egyetem (2013),
- Elismerés, Torontói Egyetem (2013),
- Elismerés Európai Vese Társaság – Európai Dialysis és Transzplantációs Társaság (2013),
- Khwarizmi Nemzetközi Díj, az Iráni Kormány tudományos elismerése (2014)
- Tohoku Orvosi Társaság emlékérme, Tohoku Egyetem, Sendai, Japán (2014)
- Magyar Nephrologiáért Életműdíj, Debreceni Egyetem (2016)
- USERN Medal, Irán (2016)
- Tiszteletbeli tagság TUMSAO, Teherán (2016)
- Pro Universitate Ezüst Díj, Semmelweis Egyetem (2016)
- Kiváló gyakorlat díj, Tempus Közalapítvány Felsőoktatás Nemzetközi Fejlesztéséért Díj pályázatán (2017)
- Semmelweis Innovációs Díj, Klinikai kutató kategória (2018)
- Kiváló PhD oktató, Semmelweis Egyetem (2019)
- Magyar Nephrologia Történetéért díj, MANET (2019)
- Central Europe Leuven Strategic Alliance (CELSA) díj (2020)
- Nemzetközi Nephrologiai Társaság Közép-Kelet Európai Pioneer díja (2021)
- A Magyar Érdemrend középkeresztje (2022)